# Mobilitzacions contra la detenció de Carles Puigdemont a Alemanya
El dia 25 de març de 2018, després de conèixer la detenció del president de la Generalitat de Catalunya, Carles Puigdemont, a Alemanya (va ingressar a la presó de Neumünster), milers de catalans van realitzar manifestacions arreu de tot el territori català.
La mobilització més multitudinària, amb més de 55.000 participants, va ésser la convocada per Assemblea Nacional Catalana (ANC) i Òmnium Cultural (ÒC) a Barcelona a les 18:00 hores, des de Plaça Catalunya fins al consolat alemany a Barcelona (situat a la Torre Mapfre).

## Mobilitzacions

### Girona
Des de les 11 del matí, un cop coneguda la notícia de la detenció, més d'un centenar de persones convocades pel col·lectiu La Forja de Girona es van acostar a la delegació del Govern a la ciutat de Girona i la van rodejar, pintar de groc, i van despenjar la bandera espanyola i europea tot penjat una estelada a la façana.
Al llarg del matí també es van realitzar talls a les carreteres a l'alçada de Girona, com és el cas de l'AP-7, així com una marxa lenta a l'autopista AP-7 a la sortida oest de Girona en direcció Barcelona.
La mateixa tarda, la crida dels CDR a concentrar-se davant les subdelegacions del Gobierno a les 4 capitals catalanes, van aplegar més de 10.000 persones a Girona, segons la Policia Local. Part dels concentrats, van decidir un cop finalitzada la manifestació, desplaçar-se fins l'AP-7, com al matí, per tal de tallar-ne el trànsit, mostrant el seu rebuig frontal a la detenció del President Carles Puigdemont.

### Lleida
A les 19 de la tarda, la convocatòria, amb el lema «Trenquem les cadenes de la repressió», va aplegar unes 5.000 persones a la plaça de la Pau i a la Rambla de Ferran, davant la subdelegació del Gorbierno per a protestar contra la detenció del President Carles Puigdemont. Els Mossos d'Esquadra, en un intent dels manifestants de penjar una estelada a la façana de la seu, van carregar amb duresa contra els participants disparant, fins i tot, salves per dispersar-los. El Servei d'Emergències Mèdiques (SEM) va confirmar haver atès 9 persones ferides per les càrregues policials, entre elles un noi amb ferides al cap a causa de l'ús de les porres per part dels agents.
Un cop finalitzada la concentració, una trentena de persones, es van dirigir a l'estació de trens per intentar realitzar un tall a les vies i així, evitar-ne la circulació. No obstant això, el cos d'antiavalots dels Mossos d'Esquadra els ho va impedir, utilitzant, novament, càrregues per dispersar els manifestants.
Les carreteres A-2 a Alcarràs i C-14 a Ponts van ser tallades per manifestants al crit de "Llibertat Presos Polítics".

### Tarragona
Milers de manifestants es van concentrar davant la subdelegació del del Gobierno a la plaça Imperial Tàrraco (Tarragona), convocats pels CDR, l'ANC i ÒC, amb més de 5.000 participants.
De la mateixa manera que el altres localitats, centenars de persones es van dirigir cap a l'AP-7 cap a les 21.15 hores per a tallar-ne el trànsit en els dos sentits de la marxa. Els Mossos d'Esquadra, amb un dispositiu petit per la quantitat de gent que hi va participar, van haver-se de retirar, no abans de generar petits infrontaments amb alguns manifestants. El tall va durar prop d'una hora.

### Barcelona
Dues manifestacions van convocar-se a Barcelona arran de la detenció de Carles Puigdemont. Els CDR van convocar una manifestació amb inici de recorregut a la Font de Canaletes per acabar davant la seu de la subdelegació del Gobierno. Per altra banda, ANC i ÒC van convocar una manifestació amb inici a la seu de la Comissió Europea per acabar al consolat alemany, situat a les Torres Mapfre de Barcelona. Unes 55.000 persones van participar en la segona.
La concentració, convocada a nivell nacional pels CDR a les 19:00h, davant la seu de la subdelegació no va poder realitzar-se degut al fort desplegament policial dels Mossos d'Esquadra, que van bloquejar els accessos dels quatre carrers de la cruïlla on es troba. Segons informa el mitjà La Directa, els antiavalots van carregar contra el gruix de manifestants que "intentaven avançar amb les mans alçades i obertes" i, fins i tot, van disparar "algunes salves a l'aire". Aquestes càrregues contra manifestants, que realitzaven resistència pacífica, es van saldar amb més de 50 persones ferides, 4 detingudes i finalment van acabar amb aldarulls quan la policia va voler dispersar i donar per acabada la manifestació. Finalment, el nombre de ferits per l'actuació policial va ésser de més de 90 persones i 9 detingudes (que finalment van quedar en llibertat amb càrrecs). A les xarxes socials es van fer ràpidament molt ressò de la situació amb desenes d'imatges de la que molts anomenaven "brutalitat policial", on, per exemple, la policia utilitzava furgons policials per dissuadir els manifestants, amb alt risc d'atropellament. El Síndic de Greuges va emetre un comunicat en que va afirmar que estudiarien la desproporcionalitat de la força emprada per part de la policia.